# Nils Lundgren (fysiolog)
Nils Peter Vilhelm Lundgren, född 15 oktober 1915 i Brännkyrka församling, Stockholm, död 30 december 1989 i Oscars församling, Stockholm, var en svensk professor i fysiologi och ergonomi. 

## Biografi
Lundgren blev medicine licentiat 1943 och disputerade 1947 på en avhandling om fysiologiska effekter av tungt kroppsarbete inom skogsbruket. Han tjänstgjorde som industriläkare vid Uddeholms AB 1946–1951 och ägnade sig åt industrifysiologiska problem och uppbyggnad av en modern företagshälsovård.
1951–1952 bedrev han forskning i lungfysiologi i Albuquerque i New Mexico i USA, och upprätthöll sedan en professur i fysiologisk och industriell hygien i Calcutta 1952–1954. 1955 bildades Arbetsfysiologiska institutet vid Gymnastiska centralinstitutet (GCI) med Lundgren som chef, från 1963 som professor. Institutet drevs som en stiftelse med uppdragsforskning ända fram till 1966, då det ombildades till en avdelning för arbetsfysiologi under det nybildade Arbetsmedicinska institutet. 1972 blev institutet en arbetsmedicinsk avdelning vid Arbetarskyddsstyrelsen. Lundgren blev då avdelningschef, en befattning han innehade till pensioneringen.
Lundgren kom att samla in stora mängder data som låg till grund för ergonomiska riktlinjer vid arbetsplatser. Han inledde sin forskarbana med att kartlägga effekterna av tungt arbete, men fann att även vissa typer av kontorsarbete kunde vara fysiskt utomordentligt ansträngande vilket ledde till riktlinjer inom statsförvaltningen. Lundgrens Handbok i ergonomi utkom i flera utgåvor.
Han var en av grundarna av Nordiska ergonomisällskapet (NES) och en av dess första ordförande. Han bidrog till att ergonomin i Norden tidigt kom att präglas av krav på vetenskaplig stringens i kombination med praktiska åtgärder. Lundgren är begravd på Sandsborgskyrkogården i Stockholm.

### Utmärkelser
- 1962 – Ledamot av Skogs- och lantbruksakademien
- 1970 – Ledamot av Ingenjörsvetenskapsakademien[5]
- 1979 – Skoglig Hedersdoktor vid Skogsvetenskapliga fakulteten vid SLU - Sveriges Lantbruksuniversitet[6]